# My Demons
My Demons è un singolo del gruppo musicale statunitense Starset, pubblicato il 9 agosto 2013 come primo estratto dal primo album in studio Transmissions.

## Tracce
Testi di Dustin Bates e Steve Aiello, musiche di Dustin Bates, Steve Aiello e Rob Graves.
Download digitale
1. My Demons – 3:58

CD promozionale (Stati Uniti)
1. My Demons – 3:14 – versione radiofonica

## Formazione
Hanno partecipato alle registrazioni, secondo le note di copertina di Transmissions:
Musicisti
- Dustin Bates – voce, chitarra
- Rob Graves – programmazione, chitarra, arrangiamento strumenti ad arco
- Alex Niceford – programmazione
- Chris Flury – programmazione
- Rob Hawkins – programmazione
- Josh Baker – programmazione, chitarra
- Joe Rickard – programmazione, batteria
- David Davidson – arrangiamento strumenti ad arco, violino
- David Angell – violino
- Monisa Angell – viola
- John Catchings – violoncello

Produzione
- Rob Graves – produzione, missaggio, ingegneria del suono
- Paul Pavao – missaggio
- Maor Appelbaum – mastering
- Ben Schmitt – ingegneria del suono
- Brian Virtue – ingegneria parti di batteria
- Baheo "Bobby" Shin – ingegneria strumenti ad arco

## Classifiche
| Classifica (2014)                | Posizione massima |
| -------------------------------- | ----------------- |
| Stati Uniti (mainstream rock)    | 5                 |
| Stati Uniti (rock & alternative) | 36                |